# Johannes Tradonicus

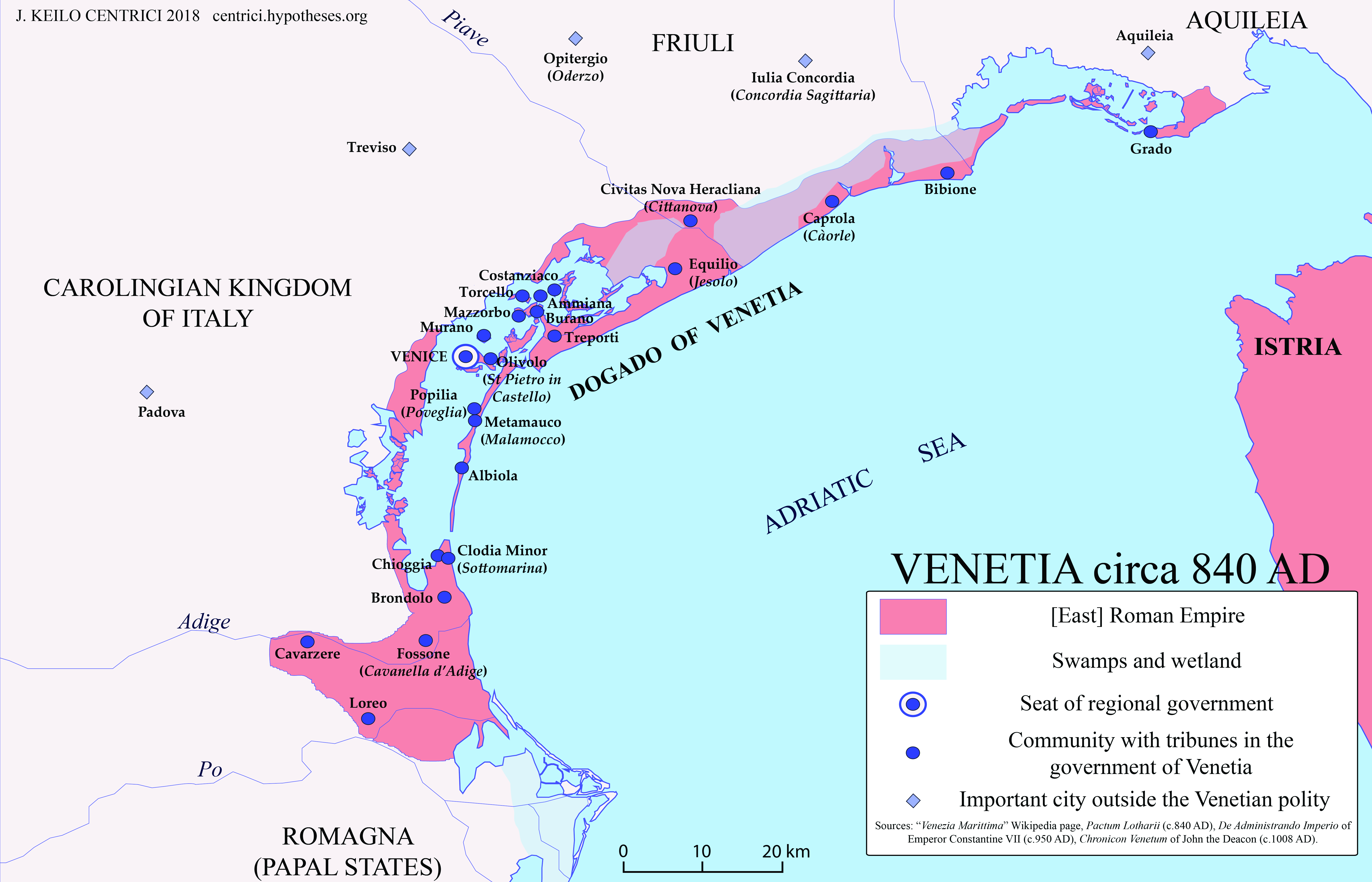
Einflussbereich des Byzantinischen Reiches und Venedigs in der oberen Adria um 840

Johannes Tradonicus, in den zeitlich nächsten Quellen einfach Iohannes († 863 in Venedig), war nach der staatlich gesteuerten Geschichtsschreibung der Republik Venedig, vereinfachend häufig als Tradition bezeichnet, von 836 bis zu seinem Tod Mitdoge seines Vaters. Dieser war der Doge Petrus, meist der Tradition folgend „Pietro Tradonico“ genannt. Petrus regierte von 836 bis 864, wobei es gegen Ende seiner Herrschaft zu starken Spannungen zwischen den führenden Familien kam, wie sie in der Lagune von Venedig immer wieder auftraten, die letztlich zu seiner Ermordung führten.
Johannes gilt als Mitdoge, nicht als Doge. Dabei handelt es sich um eine Art der Machtbeteiligung, die meist den Söhnen, selten den Brüdern der Herrscher eingeräumt wurde und die zu dieser Zeit häufig war. Seit Jahrhunderten erscheinen diese Mitdogen nicht in den Dogenlisten, es sei denn, sie hatten ihren Vater überlebt und infolgedessen als Dogen allein regiert.
Im Gegensatz zu dieser historiographischen Konvention wird Iohannes in einer zu seinen Lebzeiten entstandenen Urkunde als „gloriosus dux Veneciarum“ bezeichnet. Sein Sohn wiederum wurde 855/860 beim Besuch durch Ludwig II. und seine Frau Engilberga vom Kaiser aus der Taufe gehoben. Johannes trat als Flottenführer im Kampf gegen slawische Piraten an der Ostküste der Adria und gegen die Sarazenen hervor, gegen die er allerdings 840 eine schwere Niederlage hinnehmen musste.

## Familie
Johannes und sein Vater Petrus entstammten einer Familie, die ursprünglich aus dem istrischen Pula stammte, und sich in Equilium, nahe dem heutigen Jesolo, und später auf der Insel Rialto angesiedelt hatte. Dort befand sich seit etwa 811 der Herrschaftssitz des Dogen.
Möglicherweise kam Petrus als Kandidat vor allem deshalb in Betracht, weil seine Familie nicht zu denen gehörte, die sich beim Streit um die Errichtung einer Dynastie durch die Particiaco-Familie hervorgetan hatten, und somit als neutral gelten konnte, wie Donald M. Nicol mutmaßte. Im Kampf um die Errichtung einer Dynastie, Kämpfe, die über Jahrhunderte Venedigs Geschichte prägten und der die einflussreichen Familien immer wieder gegeneinander aufbrachte, der sie immer wieder nach externen Verbündeten und Fürsprechern suchen ließ, spielten die Tradonico, auch wenn ein Karolingerkaiser des Dogen Enkel (oder seine Enkelin) aus der Taufe hob und sein Sohn Mitdoge war, keine Rolle.
Der Großvater Petrus wurde ermordet, sein Sohn Iohannes starb kurz vor ihm. Über den Verbleib des Enkelkindes, dessen Name nicht überliefert ist, berichten die Quellen nichts. Der Name Tradonico wurde später vielfach mit dem der Adelsfamilie Gradenigo gleichgesetzt, er taucht aber erst ab der ersten Hälfte des 13. Jahrhunderts in den Quellen auf.

## Leben und Mitherrschaft

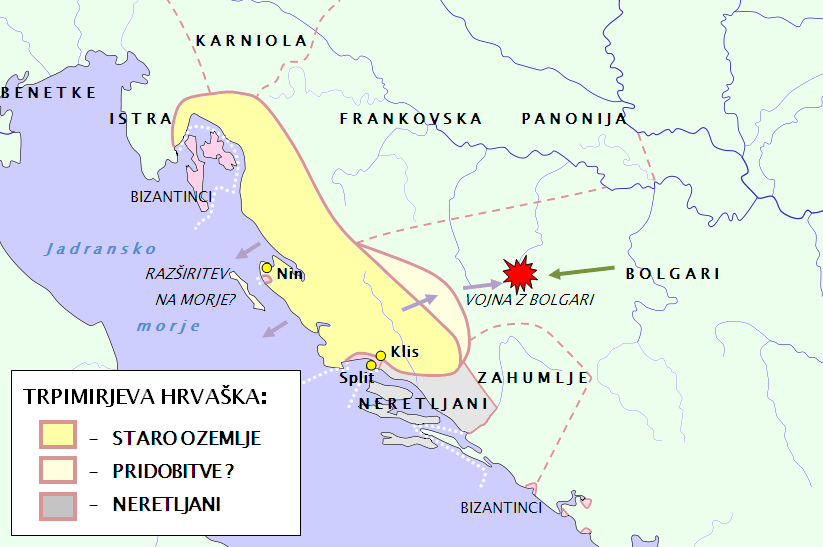
Ungefährer Machtbereich des kroatischen Reiches unter Trpimir I. und der Narentaner

Wohl noch im Jahr 836 wurde Iohannes zum Mitdogen erhoben. Die zeitlich nächste, um 1000 entstandene Chronik des Johannes Diaconus und dieser Vorlage folgend Andrea Dandolo, nennt diese Erhebung und unmittelbar anschließend das 3. Jahr der Herrschaft des Petrus, in dem er den Krieg gegen slawische Piraten eröffnete: „Cui successit quidam nobilissimus, Petrus nomine, qui Iohannem suum filium consortem in honore habere voluit. Iste namque tercio sui ducatus anno Sclaveniam bellicosis navibus expugnaturum adivit.“ (Liber II, 49). Der Doge unternahm in den folgenden Jahren weitere Kriegszüge gegen die besagten Slawen, genauer gegen die in Dalmatien lebenden Narentaner, die mit ihren wiederholten Überfällen auf venezianische Schiffe den Seehandel in der Adria störten. Deren Macht verstärkte sich mit dem Vordringen der Sarazenen, wie man die islamisierten Berber und Araber nannte. Diese drangen in den 840er Jahren bis in die nördliche Adria vor und besiegten die venezianische Flotte, was wiederum die Narentaner zu neuen Plünderzügen ermutigte.

Kriegszüge zwischen Byzanz und dem Abbasidenreich, 837–838

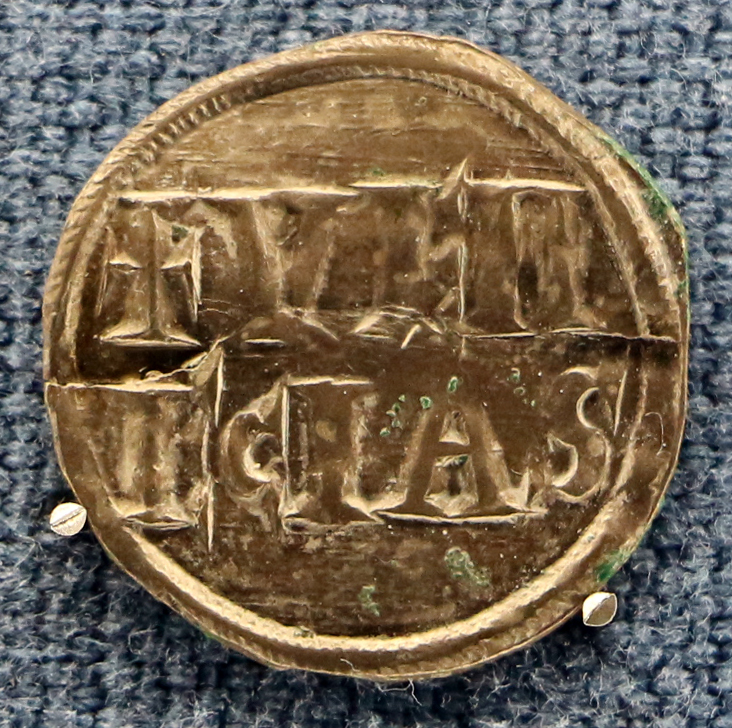
Münze aus der Zeit Ludwigs des Frommen (814–840)

Auch Byzanz, zu dem die Lagune formal immer noch gehörte, geriet unter Druck, denn zur gleichen Zeit eroberten im Osten des Reiches arabische Armeen die Städte Ankyra und Amorion tief im Kernraum des Reiches. Die Paulikianer, eine gegen die staatlich getragene Orthodoxie gerichtete christliche Gruppierung, gründeten darüber hinaus einen eigenen Staat. Sie eroberten in Reaktion auf die staatlichen Unterdrückungsmaßnahmen Teile Kleinasiens im Bunde mit arabischen Mächten. Infolgedessen blieb der Westen des Reiches, insbesondere das fernab gelegene Venedig, ohne byzantinischen Schutz. Kaiser Theophilos (829–842) suchte seinerseits am Hof Ludwigs des Frommen (814–840) um Hilfe nach, ja, sogar beim Umayyadenhof von Córdoba, um gegen die Sarazenen vorzugehen, die seit 827 auch Sizilien zu erobern begonnen hatten. Als diese Sarazenen begannen, ab etwa 839 auch Apulien zu besetzen und dort das Emirat von Tarent entstand, ersuchte der Kaiser gar in Venedig um Hilfe. Zu Verhandlungen hielt sich der Patricius Theophilos ein Jahr in Venedig auf.
Der Doge ließ seinen Sohn Iohannes 840 einen Flottenzug gegen die Sarazenen Süditaliens führen, die versuchten, sich im Zuge ihrer Expansion in Form der beiden Emirate von Bari und Tarent dauerhaft festzusetzen. Dafür wurde er vom Kaiser mit dem hohen Titel spatharios ausgezeichnet. Doch die gemeinsame byzantinisch-venezianische Flotte erlitt eine verlustreiche Niederlage und Piraten raubten nun auch in der oberen Adria. 842 erlitt die venezianische Flotte dort eine weitere Niederlage vor der Insel Sansego südlich von Istrien. Damit drohte der Handel in der Adria abzureißen, die Lagune selbst war bedroht. Nach diesen Nachrichten verstummen für einige Jahrzehnte die Quellen fast vollständig.
Um 860 – die Angaben in der Geschichtsschreibung weichen hier um einige Jahre voneinander ab – wurde der karolingische Kaiser Ludwig II. mit seiner Frau Angilberga im Kloster S. Michele in Brondolo von den beiden Dogen am Südrand ihres Herrschaftsgebietes empfangen. Das Paar war für drei Tage Gast im Haus der beiden Dogen und wurde Taufpate eines Kindes des jüngeren Dogen, wie Andrea Dandolo und andere, vor allem spätmittelalterliche Chronisten berichten. Formal entsprach das Treffen einer Begegnung zwischen gleichrangigen Souveränen. Ludwig erkannte dadurch Venedig als unabhängiges Herrschaftsgebiet an, mit dem es zu einer ‚Befestigung des Friedens‘ kommen sollte, so die Auffassung der späteren venezianischen Geschichtsschreiber. Etwas verklausuliert heißt es zum Zweck des Treffens: „ad dilectionis seu pacis vinculum corroborandum“ (sinngemäß: ‚zur Festigung von Freundschaft und Frieden‘).
Im Jahr 863, ein Jahr vor seinem Vater, starb Iohannes. Unter den Tribunen, die vielfach Urkunden unterschrieben, erscheint Petrus als „excellentissimo imperiali consoli“, sein Sohn Iohannes als „gloriosus dux Veneciarum“, wie etwa im Testament des Bischofs Ursus aus dem Jahr 855.
In den darauffolgenden Unruhen und Fraktionskämpfen warf man dem alten Dogen Ungerechtigkeit und Anmaßung vor. Auch die Tatsache, dass er sich eine Leibgarde hielt, mag das Misstrauen verstärkt haben. Am 13. September 864 wurde er beim Verlassen der Kirche San Zaccaria von einer Gruppe Verschwörer ermordet.

## Rezeption

### Bis gegen Ende der Republik Venedig
Für das Venedig zur Zeit des Dogen Andrea Dandolo war die Deutung, die man der Herrschaft des Petrus und des Iohannes Tradonicus, die durch den Tod des letzteren nicht zu einer der dynastiebildenden Familien, wie den Particiachi oder Galbaii gehörten, in mehrfacher Hinsicht von symbolischer Bedeutung. Das Augenmerk der Mitte des 14. Jahrhunderts längst fest etablierten politischen Führungsgremien, die vor allem seit Andrea Dandolo die Geschichtsschreibung steuerten, galt der Entwicklung der Verfassung (in diesem Falle der Frage der gestörten, äußerst konflikthaften Dynastiebildung, den diese Familie vielleicht auch unternommen hätte, aber auch der Rolle der Volksversammlung, der Frage des Mitdogen), den inneren Auseinandersetzungen zwischen den possessores (repräsentiert in den Familiennamen), also der sich immer mehr abschließenden Gruppe der Besitzenden, die zugleich die politische Macht besetzten, aber auch den Machtverschiebungen innerhalb der Lagune (der zunehmenden Bedeutung Rialtos, der schwindenden von Metamaucum und Heracleia), der Adria und im östlichen Mittelmeerraum sowie in Italien. Dabei standen die Fragen nach der Souveränität zwischen den übermächtigen Kaiserreichen, des Rechts aus eigener Wurzel, mithin der Herleitung und Legitimation ihres territorialen Anspruches, stets im Mittelpunkt, auch wenn in dieser Zeit der Druck der Großmächte weniger zu spüren war. Die Franken ließen sich zu vertraglicher Anerkennung herbei, Byzanz verlieh höchste Ehrentitel.
Die älteste volkssprachliche Chronik, die Cronica di Venexia detta di Enrico Dandolo aus dem späten 14. Jahrhundert, stellt die Vorgänge auf einer in dieser Zeit längst üblichen, sehr persönlichen Ebene dar, was den Herrschern noch einmal größere individuelle Macht zuwies. Der Doge, der laut Verfasser „XXVIIII“ Jahre regierte, also 29 Jahre, heißt dort „Pietro Trandominico“, auch „Piero“. Demnach wurden er und sein Sohn Iohannes von der Volksversammlung zu Dogen gewählt, sofern man dies aus den Worten „[con] consentimento del povolo“, etwa: mit Einverständnis des Volkes, entnehmen kann. Wegen seiner Erfolge gegen „Sclavi“ und „Narantani“ wurde der Sohn des Dogen von dem 840 bis 841 in Venedig anwesenden byzantinischen Patrizius Theodosios mit großen Ehren ausgestattet. Mit 60 Schiffen fuhr Iohannes gegen die Sarazenen von Tarent, doch unterlag die Flotte, so dass die Piraten im Gegenzug bis nach Dalmatien und bis zur Romagna plündern konnten. Nach dem Tod seines Sohnes Iohannes, der in San Zaccaria beigesetzt wurde, machte sich der Doge bei allen verhasst, da er mit seiner persönlichen Wachtruppe viel Unrecht gegen Viele beging.
Ähnliches berichtet Pietro Marcello. Er führte 1502 in seinem später ins Volgare unter dem Titel Vite de'prencipi di Vinegia übersetzten Werk den Dogen im Abschnitt „Pietro Tradonico Doge XIII.“ Dieser „prese per compagno Giouanni suo figliuolo“, er nahm also seinen Sohn Johannes als Mitherrscher. Marcello berichtet danach nichts mehr über diesem Sohn.
Erheblich abweichend und ungewöhnlich ausführlich berichtet die Chronik des Gian Giacomo Caroldo, fertiggestellt 1532. Caroldo meint „Pietro Tradonigo“ sei 836 für seine Verdienste – wie eine Textvariante weiß – vom Volk zum Dogen gemacht worden („fù creato dal popolo“). Er sei der Sohn von „nobil parenti vennuti da Puola et longamente a Iesolo dimoranti“ gewesen, seine adligen Eltern stammten also demnach aus Pola und hatten lange in Iesolo gelebt. Dann seien sie nach Rialto gezogen. Im dritten Jahr seines Dukats – schon hier flicht eine Textvariante ein, er habe seinen Sohn Johannes als „consorte del ducato“ einsetzen können – fuhr er mit einer starken Flotte nach Dalmatien gegen die „Schiavoni“, um zu verhindern, dass sie die venezianischen Schiffe angriffen („offender li navili di Venetiani“). Nach wechselhaften Kämpfen, aus denen schließlich die Vertreibung der Sarazenen aus Apulien erfolgt sei, habe der Doge vom Volk erreicht, dass sein Sohn als „consorte“, als Mitdoge, eingesetzt werden konnte. Die beiden hätten daraufhin die Markuskirche erbaut („edificorono“). Nachdem es wieder einmal zu heftigen Kämpfen zwischen den in diesem Falle sechs führenden Familien der Stadt gekommen war, schickten die Dogen, als sich Kaiser Ludwig, der Sohn Lothars, in Mantua aufhielt, „Deodato Orator suo“ an dessen Hof. Dieser erlangte ein Privileg für die im Kaiserreich befindlichen Besitztümer, wie es schon mit den ‚Griechen‘ vereinbart worden war („per patto con li Greci fermato“). Der Kaiser kam mit der Kaiserin, „sua consorte“, nach Venedig und wurde von den ‚Dogen Vater und Sohn‘ („Duci padre et figliuolo“) in umfangreicher Gesellschaft bei der Kirche San Michiel di Brondolo empfangen, um von dort unter großen Ehrbezeugungen in die Stadt Rialto geleitet zu werden („Città di Rialto“). Als Zeichen seines Wohlwollens hob der Kaiser einen Sohn des Dogen aus der Taufe, wie es heißt. – Papst Benedikt III. floh von Rom nach Venedig, da es die sicherste Stadt war („fuggì da Roma et venne a Venetia, come a città più dell’altre sicura“), und wurde dort ehrenvoll von den Dogen und der ganzen Stadt aufgenommen. Dort besuchte er San Zaccaria, wo auf Bitten der Äbtissin Agnese Morosina dessen Zusage erfolgte, dem Kloster diese Reliquien „di San Pancratio et di Santa Sabina“ zukommen zu lassen. – Schließlich starb Giovanni Tradonico, der Dukat blieb bei seinem Vater, der wiederum im 29. Jahr seiner Herrschaft, am 13. September, nach der Vesper in San Zaccaria beim Verlassen der Kirche „da alcuni iniquissimi huomini fù crudelmente morto“. Nach dem ‚grausamen‘ Mord wurde er in San Zaccaria beigesetzt.
Für den Frankfurter Juristen Heinrich Kellner, der die venezianische Chronistik im deutschen Sprachraum bekannt machte, wobei er weitgehend Marcello folgte, ist in seiner 1574 erschienenen Chronica das ist Warhaffte eigentliche vnd kurtze Beschreibung, aller Hertzogen zu Venedig Leben, „Petrus Tradonicus der Zwölffte Hertzog“. Lakonisch setzt Kellner fort, er sei „von Pola bürtig“ gewesen „und nam zu einem Gesellen oder Gehülffen seinen Son Johann.“

### Historisch-kritische Darstellungen
Nach Johann Friedrich LeBret, der ab 1769 seine vierbändige Staatsgeschichte der Republik Venedig publizierte, handelte es sich bei „Peter Tradonico“ um einen „feurigen und kriegerischen Herrn, der seiner Nation auswärts zu thun gab, damit sie in dem Staate selbst nicht viel Zeit hätte, an Zerrüttungen zu gedenken.“ Quellengetreu berichtet LeBret, dass „die beyden Fürsten“ (S. 167) den Papst „mit den größten Ehrenbezeugungen“ aufnahmen, und einige Jahre später empfingen wiederum „die beyden Fürsten mit großem Gepränge“ das Kaiserpaar (S. 169). Doch nachdem „sich der Kaiser drey Tage allda aufgehalten hatte, so vertrat er bey der Taufe eines Sohnes, welcher dem Herzoge Johannes gebohren worden, die Pathenstelle.“ Ausdrücklich betont der Autor, dies sei der erste Kaiser gewesen, der Venedig besucht habe. Im Übrigen erwähnt LeBret nur den Tod des Johannes, ohne nähere Umstände zu nennen, Ursachen oder auch nur den Ort.
In den Lexika wurde im Allgemeinen auch je ein knapper Artikel den 120 traditionellen Dogen gewidmet, wie etwa im 1835 erschienenen Dizionario Enciclopedico delle Scienze, Lettere ed Arti von Antonio Bazzarini. Doch waren diese vielfach fehlerbehaftet, die Hintergründe waren den Verfassern nicht immer geläufig. So wird in diesem Werk behauptet, Pietro Tradonico sei in einer Wahl gegen seinen Vorgänger „Giovanni Partecipazio“ angetreten. Wenig später sei ihm sein Sohn als „collega“ beigegeben worden („gli fu dato per collega“). 864 sei er von einigen verschworenen Adligen ermordet worden, und daher wurde – da sein Sohn bereits zuvor gestorben war –, Orso Partecipazio zu seinem Nachfolger gewählt.
Samuele Romanin räumte „Pietro Tradonico“ 1853 im ersten Band seines zehnbändigen Opus'  Storia documentata di Venezia volle 17 Seiten ein, doch erst als der neue Kaiser Ludwig II. nebst seiner Frau Engilberga Venedig besuchen wollte, erwähnt Romanin erstmals den Mitdogen, als nämlich das Paar in Brondolo vom Dogen und seinem Sohn empfangen und zu seiner Unterkunft im Kloster San Michele begleitet worden sei. Es hielt sich drei Tage in der Stadt auf, und der Kaiser wurde sogar Taufpate eines der Söhne des Iohannes – immerhin merkt Romanin in einer Fußnote an, Johannes Diaconus berichte nur vom Empfang in Brondolo, während Andrea Dandolo vom mehrtägigen, glanzvollen Aufenthalt weiß. Die Ermordung des Dogen geschah „kaum ein Jahr“ nach dem Tod seines Sohnes Iohannes.
August Friedrich Gfrörer († 1861) glaubte in seiner, erst elf Jahre nach seinem Tod erschienenen Geschichte Venedigs von seiner Gründung bis zum Jahre 1084, die Großeltern des Johannes seien von Pola nach Iesolo übergesiedelt, wobei auch er sich wieder auf die Chronik Dandolos stützt, nicht auf die über 300 Jahre ältere des Johannes Diaconus. Dabei sieht Gfrörer als Triebkraft für die Wahl des Dogen die Absicht, zu verhindern, dass die „Participazzo“ das Dogenamt zu ihrem „Erbeigenthum“ machten. Die Mastalici, die den Umsturz gegen die Particiaco eingeleitet hatten, konnten jedoch nicht davon profitieren: „dennoch kam die Frucht dieser That nicht ihnen zu gute, sondern ein aus Istrien stammender Neuling, der folglich dem alten venetischen Adel nicht angehörte, stieg empor (S. 177).“ Dies geschah, wie bei Gfrörer fast alles, auf Druck Konstantinopels. Dafür spricht nach ihm, dass im 3. Jahr von Tradonicos Herrschaft ein kaiserlicher Emissär einen byzantinischen Titel mitbrachte … „und forderte die Veneter auf, zum Kampfe gegen die Saracenen eine Flotte zu stellen“. Auch spreche die fast sofortige Annahme des Dogensohnes zum Mitherrscher für eine Anerkennung durch den Kaiser. Er brachte, ähnlich wie die Particiaco-Familie, die weiterhin großen Einfluss hatte, ebenfalls Verwandte in die höchsten Klerikerpositionen. So wurde – „auf Betreiben des Dogen“, wie Gfrörer Dandolo zitiert – Dominicus Bischof von Olivolo. Für Gfrörer erweist sich im Besuch des Kaiserpaars von 855 die Schwäche des Karolingerreiches, das „Schmeicheln musste“, um die Unterstützung Venedigs gegen die zahllosen Piraten zu gewinnen, seien es Slawen oder Sarazenen. „Die Byzantiner brauchten nicht mehr zu fürchten, daß ihnen Venetien durch die Franken abspänstig gemacht würde.“ 863 starb „der jüngere Doge“ Johannes, der ältere Doge Petrus wurde 864 ermordet.
Pietro Pinton übersetzte und annotierte Gfrörers Werk im Archivio Veneto in den Jahresbänden XII bis XVI. Pintons eigene Darstellung, die erst 1883 erschien – gleichfalls im Archivio Veneto –, gelangte zu gänzlich anderen, weniger spekulativen Ergebnissen, als Gfrörer. So stellt er der Annahme Gfrörers, der Doge sei einfacher Herkunft gewesen (womit Gfrörer wiederum seine Annahme unausgesetzten byzantinischen Einflusses zu belegen versuche), die Aussage des Johannes Diaconus entgegen, er sei „nobilissimus“ gewesen. Im Gegensatz zu Gfrörer, der eine Anerkennung durch Konstantinopel annahm, sei eine Auszeichnung durch einen hohen byzantinischen Titel erst drei Jahre später beim Besuch des Theophilos erfolgt, der wegen einer Flottenunterstützung gegen die Sarazenen nachgefragt habe. Auch übertreibe der Autor die Feindschaft gegen die Particiachi, von denen sich schließlich kein einziger unter den Attentätern von 864 befunden habe, obwohl die Rädelsführer namentlich überliefert seien (S. 291).
1861 schilderte Francesco Zanotto in seinem Il Palazzo ducale di Venezia verhältnismäßig detailreich den Besuch des Kaiserpaares entsprechend der Dandolo-Chronik durch die „dogi padri e figlio“ (S. 32), während Johannes Diaconus nur den Besuch in Brondolo lakonisch erwähnt. Auch hob der Kaiser einen Sohn des Johannes aus dem Taufbecken. Nach ihm wurde Johannes schon bei der Wahl seines Vaters zum Dogen, der sich hatte bitten lassen. Und trotz der traurigen Beispiele in der Vergangenheit wurde ihm eingeräumt, seinen Sohn mit der gleichen Macht auszustatten (S. 30). Eine dritte Erwähnung findet Johannes erst nach der Ermordung seines Vaters, der eben erst ein Jahr zuvor seinen Sohn verloren habe.
Auch Emmanuele Antonio Cicogna äußert 1867 im ersten Band seiner Storia dei Dogi di Venezia die Ansicht, der 837 gewählte Doge entstamme einer illustren Familie, die bei ihm von Pola über Equilio (Jesolo) nach Rialto gelangt war. Er habe nach dem Beispiel seiner Vorgänger gehandelt („imitando lo esempio“), einen Sohn zum Mitdogen zu erheben. Wie seit geraumer Zeit in der Historiographie gebräuchlich, so umriss Cicogna zunächst die Kämpfe gegen Slawen und Sarazenen, wobei er von Byzanz nur noch dazu eingeladen („invitò“) wurde, am Kampf um Tarent teilzunehmen. Doch unterlagen die vereinten Flotten gegen einen zahlenmäßig überlegenen Gegner. Im Gegenzug zogen die Sieger ‚bis quasi in unsere Lagune‘. Wieder unterlag die Flotte den Sarazenen, diesmal im Quarnero, der Kvarner-Bucht, und nur gewaltige Schiffsbauten von nie gesehenen Maßen konnten die Lagune sichern. Dann vollführt der Autor einen großen zeitlichen Sprung bis ins Jahr 863, als der ‚Sohn und Kollege Giovanni‘ stirbt, ‚von dem einige annehmen, er habe das Kommando über die Flotte vor Tarent geführt‘.
Heinrich Kretschmayr glaubte gar, der „Trandenicus“ stamme aus „altem Adel“. Doch war er weniger gebildet, konnte nicht schreiben. Der Verfasser konstatiert, dass ihm das Chronicon Venetum feindlich („Hass und Übelwollen“), Johannes Diaconus hingegen freundlich gesinnt war. Er brachte Verwandte genauso in höchste Positionen, wie seine Gegner, „umgab sich mit einer ihm unbedingt ergebenen, wohl kroatischen Leibwache“. Für Kretschmayr überbrachte Theophilos den „Befehl“ aus Byzanz, am Zug gegen die Sarazenen teilzunehmen. Tradonicus führte auf eigene Faust Krieg in der Adria, schloss eigenständig Verträge mit auswärtigen Mächten. Das besagte karolingische Kaiserpaar besuchte „die beiden Dogen Petrus und Johannes“, wobei „ein Enkelkind des ersteren aus der Taufe“ gehoben worden sei (S. 95).
In seiner History of Venice meint John Julius Norwich, Tradonico habe vor gewaltigen Herausforderungen gestanden, denn gleich zwei, wenn nicht drei große Piratengruppen tauchten in der Adria auf, nämlich Slawen im Norden, Sarazenen im Süden, und im weiteren Mittelmeer stellten auch die Wikinger eine ernste Bedrohung für den Handel und sogar für die Lagune selbst dar. Gleichzeitig zog der Handelserfolg der Stadt immer neue Raubscharen an. Anscheinend gelang es dem Dogen trotz verlustreicher Niederlagen, einerseits das Gleichgewicht zwischen den Fraktionen aufrechtzuerhalten, andererseits die zahlreichen Piraten so weit unter Kontrolle zu halten, dass die Stadt weiter florieren konnte. Immerhin, so betont Norwich, wies der Doge die längste Herrschaft seit Bestehen des Amtes auf – er glaubt, dass er nach über 50 Jahren im Staatsdienst sicherlich um die 80 Jahre alt war. Der Sturz sei erst nach dem Tod seines Sohnes erfolgt.

### Erzählende Quellen
- La cronaca veneziana del diacono Giovanni, in: Giovanni Monticolo (Hrsg.): Cronache veneziane antichissime (= Fonti per la storia d'Italia [Medio Evo], IX), Rom 1890, S. 59–171, hier: S. 112 f. (Mitherrschaft) (Digitalisat der Edition), 117 (Tod) (Digitalisat).
- Luigi Andrea Berto (Hrsg.): Giovanni Diacono, Istoria Veneticorum (=Fonti per la Storia dell’Italia medievale. Storici italiani dal Cinquecento al Millecinquecento ad uso delle scuole, 2), Zanichelli, Bologna 1999 (auf Berto basierende Textedition im Archivio della Latinità Italiana del Medioevo (ALIM) der Universität Siena).
- Roberto Cessi (Hrsg.): Origo civitatum Italiae seu Venetiarum (Chron. Altinate et Chron. Gradense), Rom 1933, S. 29, 117, 129.
- Ester Pastorello (Hrsg.): Andrea Dandolo, Chronica per extensum descripta aa. 460–1280 d.C., (= Rerum Italicarum Scriptores XII,1), Nicola Zanichelli, Bologna 1938, S. 150–155 (S. 154, Z. 17–20 Begegnung zwischen dem Kaiserpaar und den beiden Dogen in Brondolo). (Digitalisat, S. 150 f.)
- Șerban V. Marin (Hrsg.): Gian Giacomo Caroldo. Istorii Veneţiene, Bd. I: De la originile Cetăţii la moartea dogelui Giacopo Tiepolo (1249), Arhivele Naţionale ale României, Bukarest 2008, S. 58–61 (online)

### Rechtsetzende Quellen, Briefe
- Roberto Cessi (Hrsg.): Documenti relativi alla storia di Venezia anteriori al Mille, Padua 1942, Bd. I, S. 101–108 („840, 23 febbraio. Pactum Lotharii“) (Digitalisat).
- Franco Gaeta (Hrsg.): S. Lorenzo, Venedig 1960, S. XV, 11.
- Theodor Schieffer: Die Urkunden Lothars I. und Lothars II., MGH, Diplomata, Die Urkunden der Karolinger, III, Berlin/Zürich 1966, S. 171.
- Alfred Boretius, Viktor Krause (Hrsg.): Capitularia regum Francorum, MGH, Legum sectio II, II, Hannover 1897, S. 130, 136 f.